# Islandská finanční krize 2008–2011
Islandská finanční krize v roce 2008 vznikla v důsledku nadměrné, krátkodobými pasivy financované úvěrové expanze islandských bank a prudkého zadlužování islandských domácností. Během celosvětové finanční krize, při které prudce vzrostly úroky z mezibankovních úvěrů, na Islandu zkolabovaly tři největší banky. Část jejich závazků převzal stát, který se tím enormně zadlužil a hrozbu bankrotu odvrátil jen díky úvěru od Mezinárodního měnového fondu, skandinávských zemí a Japonska.

## Vývoj před krizí
Islandské banky se na počátku 21. století staly symbolem prudkého globálního růstu úvěrové aktivity a značně expandovaly do zahraničí. Aktiva tří největších islandských bank vzrostla od roku 2004 pětinásobně. Bylo to však za cenu obrovského zadlužení – jejich celkový dluh dosáhl téměř 61 miliard dolarů, což je více než pětinásobek ročního HDP Islandu (v roce 2007 11 mld. USD). Islandská koruna (ISK) byla velmi vysoko úročená a zahraniční investoři hledající vysoké zhodnocení svého kapitálu ji hromadně nakupovali. Zahraniční firmy na Islandu rovněž mohutně investovaly do široké škály projektů. Výrazně se zvýšila životní úroveň v zemi. V létě 2007 ale nastal obrat, neboť se v důsledku americké hypoteční krize výrazně zhoršila situace na úvěrových trzích. Islandský bankovní sektor začal projevovat příznaky přehřátí a vznikly pochybnosti, zda banky zvládnou dluhy, které nahromadily v rámci své zahraniční expanze. V roce 2008 kurz islandské koruny prudce klesal, což islandským bankám splácení dluhů v zahraničních měnách značně prodražovalo.

## Vypuknutí krize
Krize eskalovala v září a říjnu 2008. Jako první se dostala do problémů Glitnir, třetí největší banka v zemi. 29. září islandská vláda oznámila, že Glitnir převezme. Kurz ISK reagoval na zprávu propadem o tři procenta na historické minimum 143,27 ISK za euro. Islandská centrální banka po několika vlnách chaotického kolísání kurzu ve snaze udržet jeho stabilitu zafixovala 7. října kurz na 131 ISK za euro, ale trh už nefungoval a likvidita byla nulová. Hned druhý den po zavedení pevného kurzu byla centrální banka nucena své úsilí vzdát. Bankovní systém Islandu přestal téměř fungovat. Vláda Islandu převzala 7. října Landsbanki, druhou největší islandskou banku, o den později Glitnir. Kaupthing, největší islandská banka, musela přijmout záchranný úvěr ze Švédska a dát svou švédskou část na prodej. Její akcie na burze ve Stockholmu spadly asi o 34 procent, než obchodování s nimi burza musela zastavit. Islandská vláda se po převzetí bank dostala do vážného problému s nedostatkem kapitálu a byla nucena vyjednávat o půjčce na zvýšení devizových rezerv. Nejprve proběhla neúspěšná jednání o půjčce čtyř miliard eur s Ruskem a poté Island získal úvěr od Mezinárodního měnového fondu ve výši 2,1 miliardy dolarů. Úvěr má pomoci postupně obnovit důvěru k islandské ekonomice, stabilizovat měnu, posílit státní pokladnu a restrukturalizovat bankovní systém. Island bude půjčku splácet v letech 2012 až 2015. Krize také znovu otevřela cestu k diskuzi zda by měl Island vstoupit do Evropské unie.
Islandské banky se snažily ve velmi rizikových operacích využívat turbulencí na globálních trzích. Glitnir, Landsbanki a Straumur-Burdaras, tři ze čtyř hlavních bank země, přiznaly, již v lednu 2008, že byly dramaticky zasaženy poklesem příjmů z investic. Moody Investors Service, ratingová agentura, v lednu 2008 varovala, že rating Islandu je ve velmi vážném ohrožení kvůli zjevné nestabilitě bank. Moody a další ratingové agentury v průběhu prvního pololetí 2008 vysílaly investorům silná varování ohledně Islandu a islandských bank. Kvůli menší likviditě a zcela zjevné špatné kondici, swapy úvěrového selhání (CDS) velkých bank Islandu - Glitnir a Landsbanki se od počátku roku 2008 tlačí až  ke 100 bazickým bodům, což je v celkovém pohledu posledním argumentem pro první vlnu výprodejů dluhopisů islandských bank. V této době hlavní ekonom Landsbanki Ludwig Eliasson prohlásil, že ve světě velmi rychle stoupá nedůvěra k dluhopisům islandských bank. Toto vše doprovázeno dramatickým propadem domácí měny - ISK. Velmi silné a nepřehlédnutelné signály prakticky od počátku roku 2008 avizovaly hlubokou krizi. Ve snaze o oddálení nabízeli islandští bankéři bonusy a osobní provize pro správce portfolií, správce investičních fondů za to, aby držené dluhopisy nedávali na trh.
Diskuse bankéřů, analytiků, ekonomů a publicistů o tom, nakolik byla tato krize nepředvídatelná, rázně vyvrátil The Economist, který napočítal v hlavních ekonomických periodikách v době dvanácti měsíců před vypuknutím krize více než pět set článků a statí, které na neodvratnost islandské katastrofy upozorňovaly. Na akademické půdě a na ekonomických konferencích v této době zaznělo více než 30 přednášek s tématem Islandu a islandské ekonomiky, absolutní většina už avizovala blížící se kolaps bankovního systému země. Ze stínu v této diskusi vystoupila také řada nezávislých analytiků, ale také bankovních analytiků, kteří připomenuli své veřejné, nebo interní analýzy, které konstatovaly bezvýchodnost situace řadu týdnů před vypuknutím krize.

## Důsledky krize
Podle vyjádření islandského premiéra Haardeho z 30. října mohou celkové náklady na vypořádání se s krizí dosáhnout 1,1 bilionu ISK (85 % HDP v roce 2007). Haarde dále uvedl, že rozpočtový deficit v roce 2009 dosáhne až 10 % ekonomického výkonu státu. Hrubý dluh země, který na konci roku 2007 představoval 29 % HDP, by mohl na konci roku 2009 stoupnout nad 100 %. Někteří ekonomové se obávají, že HDP Islandu v roce 2009 poklesne až o 10 %. Na Islandu prudce narostla nezaměstnanost – v říjnu 2008 byla 1,9 %, v prosinci 2008 4,8 % a v roce 2009 se očekával 8 %. Z toho důvodu hrozilo, že mnoho práceschopných, zejména mladých Islanďanů odejde do Skandinávie a dalších evropských zemí. Značně narostla rovněž inflace – zatímco v říjnu 2007 byla 4,5 %, v lednu 2009 dosáhla 16 %.
Islanďané byli nespokojení s řešením finanční krize a požadovali demisi vlády. V lednu 2009 se zintenzivnily demonstrace před parlamentem. 20. ledna policie rozehnala dva tisíce demonstrantů slzným plynem (islandská policie ho použila poprvé po 60 letech, předtím jej použila při demonstracích proti vstupu Islandu do NATO v roce 1949). O den později demonstranti napadli vajíčky a sněhovými koulemi před úřadem vlády premiéra Haardeho. Ten pak 23. ledna 2009 oznámil, že se v květnu uskuteční předčasné volby. Současně oznámil, že vzhledem ke svému onemocnění rakovinou nebude znovu usilovat o funkci premiéra a na stranickém sjezdu 26. až 29. března se vzdá i předsednictví Strany nezávislosti. Vše vyvrcholilo 26. ledna rozkolem ve vládní koalici a demisí vlády. Islandská vláda se tak stala první na světě, která padla kvůli globální krizi finančních trhů.
V červenci 2009 nově zvolený islandský parlament rozhodl o podání přihlášky země do Evropské unie.